# ماسكوت، باهيا
ماسكوت، باهيا بلدية في ولاية باهيا في المنطقة الشمالية الشرقية من البرازيل.